# 안개산맥
안개산맥(Misty Mountains)은 J.R.R 톨킨의 소설 《반지의 제왕》에 등장하는 지명이다. 간달프를 비롯한 총 9명의 대원으로 이뤄진 반지 원정대가 로스로리엔에 이르기 전에 거쳐간 곳으로 널리 알려졌다.
태양의 1시대 모르고스는 자신의 본거지로 칩입하는 발라들을 막기 위해 이 산맥을 올렸지만, 일루바타르가 가증스러워하면서 발라들의 분노를 막지 못했고 결국 갇히고 만다. 그러나 그의 부하인 사우론이 살아남아 가운데땅을 공격했으며, 반지 원정대가 절대반지를 제거하러 모르도르로 향했을 때 지나가던 산맥이다.